# Бодега
Бодега (англ. Bodega) — тихоокеанская бухта шириной 8 км у берегов Калифорнии в 60 км к северо-западу от Сан-Франциско. На побережье бухты расположен посёлок Бодега-Бей.
Залив носит имя испанского капитана Хуана Франсиско де ла Бодеги, который, будучи комендантом Сан-Бласа, посетил эти места в 1775 году. В 1808 бухту исследовал представитель Русско-американской компании И. А. Кусков. Дав заливу имя графа Н. П. Румянцева, он доложил А. Баранову о том, что край изобилует пушниной. Четыре года спустя Кусков вернулся в залив на шхуне «Чириков» и заложил на берегу порт Румянцев, а позднее в 24 км от него построил форт Росс.
К 1817 году каланы в бухте были истреблены, и Русско-американская компания потеряла интерес к её освоению. Позднее сюда пришли американские поселенцы, промышлявшие заготовкой древесины. После того, как железная дорога обошла Бодега-Бэй стороной, экономическая жизнь в бухте остановилась.
Рыболовство в бухте ограничено в связи с тем, что эта часть калифорнийского побережья объявлена заповедной территорией. В конце 1950-х годов здесь планировалось строить первую в США атомную электростанцию, однако планы были свёрнуты из-за протестов местных жителей.
В бухте Бодега режиссёр Альфред Хичкок снял свой фильм «Птицы» (1963). Здесь также проходили съёмки фильма ужасов «Повелитель кукол».